# San Luis (Pinar del Río)
San Luis, ook San Luis (PR) is een gemeente in de Cubaanse provincie Pinar del Río. De gemeente heeft een oppervlakte van 326 km² en telt 32.800 inwoners (2015).
De plaats werd gesticht in 1827 en werd een gemeente in 1879 door afsplitsing van San Juan y Martinez.
De gemeente bestaat uit volgende plaatsen: Barbacoas, Barrigonas, Coloma, Llanadas, Palizadas, Río Seco, San Luis en Tirado.
Er wordt hoofdzakelijk aan landbouw ( tabak, rijst, fruit ) en veeteelt gedaan.